# 1181
1181 (MCLXXXI) var ett normalår som började en torsdag i den julianska kalendern.

## Händelser

### September
- 1 september – Sedan Alexander III har avlidit två dagar tidigare väljs Ubaldo Allucingoli till påve och tar namnet Lucius III.

## Födda
- Franciscus av Assisi.

## Avlidna
- 30 augusti – Alexander III, född Orlando Bandinelli, påve sedan 1159.
- 23 oktober – Adela av Meissen, drottning av Danmark 1152–1157, gift med Sven Grate.
- Eskil, nordisk ärkebiskop 1137–1164 och dansk ärkebiskop 1164–1177 (död detta eller nästa år).